# Veljo Tormis
Veljo Tormis (Kuusalu, 7 agosto 1930 – 21 gennaio 2017) è stato un compositore estone, considerato uno dei più grandi compositori corali contemporanei e uno dei più importanti compositori del XX secolo in Estonia. A livello internazionale la sua fama deriva principalmente dal suo vasto corpo di musica corale, che supera i 500 singoli canti corali, in gran parte a cappella. La stragrande maggioranza di questi brani è basata su antichi canti popolari estoni (regilaulud), sia testualmente, melodicamente, sia semplicemente stilisticamente.

## Biografia
Nato a Kuusalu nel 1930 Tormis ebbe una profonda esperienza con la musica corale sin dalla tenera età. Suo padre era un direttore di coro, un organista e un insegnante di musica. La sua gioia per i timbri contrastanti forniti dai registri dell'organo può anche essere collegata alla sua successiva Orchestrazione di strutture corali, un segno distintivo del suo stile maturo.
Tormis iniziò la sua educazione musicale ufficiale nel 1943 alla Scuola di musica di Tallinn, ma fu interrotto dalla seconda guerra mondiale e da una malattia. Nel 1949 entrò nel Conservatorio di Tallinn e proseguì gli studi al Conservatorio di Mosca (1951-1956). Prese rapidamente posizioni di insegnamento presso la Tallinn Music School (1955-60) e la Tallinn Music High School (1962-66), ma nel 1969 si autoproclamò esclusivamente come compositore freelance.
Dai suoi giorni di studio fino al suo ritiro dalla composizione nel 2000, Tormis compose oltre 500 singoli brani corali, oltre ad altri pezzi vocali e strumentali, 35 colonne sonore e un'opera. Nonostante la censura di molte delle sue opere politicamente più provocatorie alla fine degli anni '70 e negli anni '80, rimase un compositore incredibilmente celebre, le cui opere sono state eseguite in tutta l'Unione Sovietica e nell'Europa orientale. Nell'Europa orientale è considerato uno dei maggiori contributori al repertorio della musica corale del XX secolo. La dissoluzione dell'Unione Sovietica nel 1991 permise un maggiore accesso alla produzione compositiva censurata dai sovietici. La musica di Tormis, insieme ad altri compositori della regione, sta sperimentando un aumento dei tassi di programmazione e pubblicazione, consentendo un maggiore apprezzamento delle tradizioni musicali corali e vocali.
La sua composizione eseguita più spesso al di fuori dell'Estonia, Maledizione sul ferro (Raua needmine) (1972), invoca antiche tradizioni sciamanistiche per costruire un'allegoria sui mali della guerra. Alcune delle sue opere furono bandite dal governo sovietico, ma poiché la musica popolare era fondamentale per il suo stile, la maggior parte delle sue composizioni furono accettate dalla censura.
Più recentemente le opere di Tormis sono state celebrate in spettacoli in tutto il mondo e diverse registrazioni di Tõnu Kaljuste e del Coro da Camera della Filarmonica Estone. Negli anni '90 Tormis iniziò anche a ricevere commissioni da alcuni dei gruppi preminenti a cappella in Occidente come i King's Singers e l'Hilliard Ensemble.
Notoriamente Tormis abbia detto delle sue ambientazioni melodiche e di versi tradizionali: "Non sono io che faccio uso della musica folk, è la musica folk che fa uso di me". Il suo lavoro dimostra la sua convinzione che l'estone tradizionale e l'altra musica balto-finnica rappresentano un tesoro che deve essere custodito e nutrito e che la cultura può essere mantenuta viva attraverso il canto.

## Lavori scelti
- Kihnu pulmalaulud (Canzoni di nozze dell'isola di Kihnu), 1959
- Ouverture n. 2, 1959
- Sügismaastikud (Paesaggi autunnali), 1964
- Luigelend (opera), 1965
- Eesti kalendrilaulud (Canzoni del calendario estone), 1966-67
- Maarjamaa ballaad (Ballata della terra di Maria), 1967
- Raua needmine (Maledizione sul ferro), 1972
- Pikse litaania (Litania al tuono), 1974
- Eesti ballaadid (Ballate estoni), 1980
- Laulusild (Ponte della canzone), 1981
- Varjele, Jumalan soasta (Dio, proteggici dalla guerra), 1984
- Unustatud rahvad (Popoli dimenticati), 1970-89
- Piispa ja pakana (Il vescovo e il pagano), 1992
- Incantatio maris aestuosi (Incanto per un mare in tempesta), 1996
- Ringmängulaul (La ronda)